# Dorothy Holman
Edith Dorothy Holman (Kilburn, Londres, Regne Unit, 18 de juliol de 1883 − Brent, Londres, 1968) fou una tennista britànica, guanyadora de dues medalles olímpiques en els Jocs Olímpics d'Anvers 1920.

## Carrera esportiva
Va participar, als 36 anys, en els Jocs Olímpics d'Estiu de 1920 realitzats a la ciutat d'Anvers (Bèlgica), on va aconseguir guanyar la medalla de plata en la prova individual, perdent davant la francesa Suzanne Lenglen, i en la prova de dobles femenins fent parella amb Geraldine Beamish, perdent davant la parella britànica Winifred McNair i Kathleen McKane. En aquests mateixos Jocs participà en la prova de dobles mixts al costat de Gordon Lowe, perdent en la primera ronda de la competició olímpica.
El seu millor resultat a Wimbledon fou quan arribà a semifinals en les seves dues primeres participacions els anys 1912 i 1913, repetint el mateix resultat en dobles femenins. En el 1919 va guanyar el World Covered Court Championships enfront de la francesa Germaine Golding, i el World Hard Court Championships davant l'espanyola Francisca Subirana. En el 1920 aconseguí guanyar la final de dobles femenins en el Torneig de Roland Garros fent parella amb Phyllis Satterwaithe.

## Torneigs de Grand Slam

### Dobles femenins: 1 (1−0)
| Resultat   | Núm. | Any  | Torneig                              | Parella              | Oponents                         | Marcador |
| ---------- | ---- | ---- | ------------------------------------ | -------------------- | -------------------------------- | -------- |
| Guanyadora | 1.   | 1920 | Championnat de France, París, França | Phyllis Satterwaithe | Germaine Golding Jeanne Vaussard | 6–3, 6–1 |

## Jocs Olímpics

### Individual
| Any  | Campionat                      | Oponent         | Resultat |
| ---- | ------------------------------ | --------------- | -------- |
| 1920 | Jocs Olímpics, Anvers, Bèlgica | Suzanne Lenglen | 3−6, 0−6 |

### Dobles
| Any  | Campionat                      | Parella           | Oponents                        | Resultat |
| ---- | ------------------------------ | ----------------- | ------------------------------- | -------- |
| 1920 | Jocs Olímpics, Anvers, Bèlgica | Geraldine Beamish | Kathleen McKane Winifred McNair | 6−8, 4−6 |